# Mix of Life
Albums de ZOEgirl
ZOEgirl: Limited Edition Single Different Kind of Free
Mix of Life est le seul et unique album remix de ZOEgirl. On y retrouve surtout des chansons rémixées de l'album Life, mais également les singles de leur tout premier album ainsi qu'une chanson de ZOEgirl: Limited Edition Single. Il est de style rock chrétien .

## Pistes
1. Dismissed (Omega 8 Mix) (de l'album Life)
2. Even If (Prefab Mix) (de l'album Life)
3. I Believe (Trip Rock Mix) (du tout premier album)
4. Waiting (Nova Mix) (de l'album Life)
5. With All My Heart (Beatmart Mix) (de l'album Life)
6. Save Myself (You Like That? Mix) (de ZOEgirl: Limited Edition Single)
7. Ordinary Day (Blue Mix) (de l'album Life)
8. Plain (Beautiful Chill Mix) (de l'album Life)
9. Nick of Time (H2O Mix) (de l'album Life)
10. No You (H2O Mix) (du tout premier album)
11. Anything Is Possible (Madame LaPulse Mix) (du tout premier album)
12. Living for You (The Ghost Mix) (du tout premier album)
13. Here and Now (Turbo Radio Mix) (de l'album Life)

## Succès sur les chartes
- #2 - Billboard Electronic
- #15 - Billboard Heatseekers
- #23 - Billboard Contemporary Christian